# Laura Devon
Laura Devon (* 23. Mai 1931 in Chicago, Illinois als Mary Briley; † 19. Juli 2007 in Beverly Hills, Kalifornien) war eine US-amerikanische Schauspielerin.

## Leben
Devon studierte Journalismus an der Wayne State University. 1954 wurde ihr Sohn Kevin geboren, mit dem sie Anfang der 1960er Jahre von Detroit nach Los Angeles zog. Zwischen 1960 und 1967 hatte sie als Schauspielerin Gastrollen in zahlreichen Fernsehserien; unter anderem war sie in den Westernserien Tausend Meilen Staub, Bonanza und Big Valley. Zudem war sie in fünf Hollywoodfilmen zu sehen. Ihr Spielfilmdebüt hatte sie 1964 an der Seite von Tony Curtis und Debbie Reynolds in Vincente Minnellis Filmkomödie Goodbye Charlie. Im darauf folgenden Jahr spielte sie neben James Caan die weibliche Hauptrolle in Howard Hawks’ Motorsport-Actionfilm Rote Linie 7000. Ihr letzter Spielfilm war 1967 der Kriminalfilm Gunn von Blake Edwards, der auf Edwards’ gleichnamiger Fernsehserie Peter Gunn basierte. Hier war sie zudem als Interpretin zweiter Titel von Henry Mancini zu sehen; diese wurden von RCA Victor als Single veröffentlicht, welche jedoch nicht kommerziell erfolgreich war.
Devon war zwischen 1962 und 1966 mit dem Schauspieler Brian Kelly verheiratet. Nach der Scheidung heiratete sie 1967 den Filmkomponisten Maurice Jarre, der ihren Sohn adoptierte. Dadurch wurde sie zur Stiefmutter des Musikers Jean-Michel Jarre und der Szenenbildnerin Stéfanie Jarre. Zeitgleich beendete sie ihre Schauspielkarriere.
Die Ehe wurde 1984 geschieden und Devon lebte fortan zurückgezogen in Beverly Hills. Sie erlag im Alter von 76 einer Herzinsuffizienz.

## Filmografie (Auswahl)
- 1963: Alfred Hitchcock Presents (Fernsehserie)
- 1963: Unglaubliche Geschichten (Twilight Zone) (Fernsehserie)
- 1964: Tausend Meilen Staub (Rawhide) (Fernsehserie)
- 1964: Goodbye Charlie
- 1965: Dr. Kildare (Fernsehserie)
- 1965: Tennisschläger und Kanonen (I Spy) (Fernsehserie)
- 1965: Rote Linie 7000 (Red Line 7000)
- 1965: Bonanza (Fernsehserie)
- 1965: Gauner gegen Gauner (The Rogues) (Fernsehserie)
- 1966: Big Valley (The Big Valley) (Fernsehserie)
- 1966: Die Schreckenskammer (Chamber of Horrors)
- 1966: Auf der Flucht (The Fugitive) (Fernsehserie)
- 1967: A Covenant with Death
- 1967: Invasion von der Wega (The Invaders) (Fernsehserie)
- 1967: Gunn